# Без паники (альбом)
Без паники — третий студийный альбом российской рэп-рок-группы Anacondaz, выпущенный в 2014 году. Название альбома является отсылкой к фразе «Don’t Panic (Не паникуй)», напечатанной на футляре Галактического Путеводителя для Путешествующих Автостопом, являющегося ключевым предметом в серии романов Дугласа Адамса «Автостопом по галактике».

## Об альбоме
Запись и сведение альбома были закончены в конце 2013 года. На деньги собранные через сайт Planeta.ru — русский аналог Kickstarter — в Лондоне был произведён профессиональный мастеринг будущей пластинки.
В целом, рецензенты положительно оценили возросшие музыкальный уровень группы и качество записи по сравнению с предыдущими релизами. Однако, также были высказаны мысли по поводу того, что альбому не суждено стать «знаковым» или «поворотным» в судьбе группы, но поклонникам группы он должен прийтись по вкусу.
Другими же, наоборот, был отмечен переход к более «гитарному» звучанию и экспериментам с жанровой составляющей. В связи с этим высказывались опасения, что это может не понравиться тем поклонникам группы, «кто ратует за чистоту рэпа, за его традиционные ценности и классический вид».
В период с 27 января по 2 февраля 2014 года достиг четвёртой строки в российском чарте iTunes.

## Список композиций
| №                   | Название                                     | Длительность |
| ------------------- | -------------------------------------------- | ------------ |
| 1.                  | «Карма»                                      | 2:49         |
| 2.                  | «Семь миллиардов»                            | 3:49         |
| 3.                  | «Автономный генератор жизни»                 | 2:55         |
| 4.                  | «Линия Кармана»                              | 3:30         |
| 5.                  | «Член»                                       | 3:19         |
| 6.                  | «Против системы»                             | 3:41         |
| 7.                  | «К твоему дому»                              | 4:04         |
| 8.                  | «Акуле плевать»                              | 4:14         |
| 9.                  | «Фотосинтез»                                 | 3:08         |
| 10.                 | «Не учи меня как жить»                       | 2:05         |
| 11.                 | «Стволы (feat. Карандаш)»                    | 4:25         |
| 12.                 | «Достоинство (feat. My Autumn)»              | 2:10         |
| 13.                 | «Минуту»                                     | 3:11         |
| 14.                 | «Тесно (feat. Зимавсегда)»                   | 3:23         |
| 15.                 | «CDMM»                                       | 3:09         |
| 16.                 | «Море волнуется (Bonus Track)»               | 2:59         |
| 17.                 | «Не учи меня как жить (Remix by Тони Вечер)» | 2:53         |
| Общая длительность: | Общая длительность:                          | 56:00        |

## Видео
| Год  | Название          | Режиссёр(ы)                                        |
| ---- | ----------------- | -------------------------------------------------- |
| 2013 | «Семь миллиардов» |                                                    |
| 2014 | «Против системы»  | Олег Rooz                                          |
| 2014 | «Акуле плевать»   | Long Story production (Роман Трофимов)             |
| 2014 | «Член»            | Little Big Production (Илья Прусикин, Алина Пязок) |

## Принимали участие
- Владимир Лебедев
- Карандаш
- My Autumn
- Зимавсегда

## Примечание
1. 1 2  Мажаев, Алексей. Anacondaz - «Без паники» ***. InterMedia (20 апреля 2014). Дата обращения: 16 июня 2014. Архивировано 2 апреля 2015 года.
2. ↑  Проект «Мастеринг нового альбома Anacondaz» на planeta.ru. Дата обращения: 30 декабря 2014. Архивировано 1 декабря 2014 года.
3. ↑  Рецензия на альбом от Rap.ru. Дата обращения: 30 декабря 2014. Архивировано 8 января 2015 года.
4. ↑  Рецензия на альбом от modernrock.ru. Дата обращения: 30 декабря 2014. Архивировано 24 июля 2015 года.
5. ↑  Сборник олимпийских песен попал в чарт iTunes. Lenta.ru (5 февраля 2014). Дата обращения: 24 сентября 2015. Архивировано 3 августа 2015 года.